# Црна река (притока Вардара)
Црна река (мкд. Црна Река, грч.  []) је река у Северној Македонији. Највећа је десна притока реке Вардар. Извире у близини села Железнец на надморској висини од 760 м.
Од извора до села Бучин, Црна река тече кроз Демирхисарски крај, а одатле до села Скочивир кроз највећу Македонску котлину Пелагонију. Низ Пелагонију река тече у правцу север-југ, а од атара села Брод прави лук и скреће на исток и североисток. Од села Скочивир река утиче у Скочивирску клисуру (најдужу клисуру у Македонији, дугу 104 м), као и највишу област Маријово. Низ Мариово Црна Река има карактер планинске реке, постаје брза, има тесно корито и високе обале. При излазу из клисуре подигнута је брана висине 105 m, тако да је на реци настало вештачко Тиквешко језеро. Црна река се користи за наводњавање и за добијање електричне енергије.
Од бране у близини села Возарци, па до ушћа у Вардар крај античког локалитета Стоби, Црна Река има особине равничарске реке. Река је дугачка 207 км.
Веће притоке Црне реке су: Драгор, Јелашка река, Белашица и Блато...